# کین (تگزاس)
کین، تگزاس (به انگلیسی: Keene, Texas) یک شهر در ایالات متحده آمریکا با جمعیت ۶٬۱۰۶ نفر است که در تگزاس واقع شده‌است.

## موقعیت جغرافیایی
موقعیت جغرافیایی شهرها و مناطق اطراف به شرح زیر است: